# Gravitcornutia altoperuviana
Gravitcornutia altoperuviana es una especie de polilla del género Gravitcornutia, tribu Cochylini, familia Tortricidae. Fue descrita científicamente por Razowski & Wojtusiak en 2010.

## Distribución
La especie se distribuye por América del Sur: Perú.